# 小日向優
小日向 優（こひなた ゆう、1986年12月20日 - ）は、日本のAV女優。

## 略歴
2006年に『初快感・現役女子大生』でAVデビュー。

## 作品

### アダルトビデオ
2006年
- 初快感・現役女子大生（4月1日、MOODYZ）
- リアル痴漢5現場（5月1日、MOODYZ）
- ハイパーデジタルモザイク Vol.028（6月1日、MOODYZ）
- ゴックンランド（7月1日、MOODYZ）共演：柚木あや
- 拷問島（8月1日、MOODYZ）共演：神谷りの、矢口あかり
- ハイパーデジタルモザイク 4時間（10月1日、MOODYZ）※総集編
- 拷問くらぶ4時間（11月13日、MOODYZ）※総集編
- 挿入部ばかり集めました ハイパーデジタルモザイク4時間 （11月13日、MOODYZ）※総集編
- 浴尿 4時間（12月1日、MOODYZ）※総集編
- 痴漢 3時間（12月13日、MOODYZ）※総集編
- 世界でいちばんハメた気分になれるビデオ #4（12月25日、アリウス）他出演：新田梨沙、宮根あつみ

2007年
- イカセ電マ 4時間（3月13日、MOODYZ）※総集編
- 憧れの生・カラー網タイツ 小日向優（3月23日、TMクリエイト）
- 超人気女優の潮吹きSEX4時間（4月13日、MOODYZ）※総集編
- 裏サービス 家庭教師派遣センター 2（4月20日、シャイ企画）…他出演:一色あずさ、しいないおり、宝月ひかる
- 浴尿4時間（7月1日、MOODYZ）※総集編
- ハイパーデジタルモザイク 潮吹きFUCK 4時間（7月1日、MOODYZ）※総集編
- 30人の観衆の前で公開羞恥獣姦3 （7月13日、カルマ） - 田代加奈名義。
- 初めての真正中出し（8月31日、モブスターズ）
- 痴漢4時間（9月1日、MOODYZ）※総集編
- ナース4時間（9月13日、MOODYZ）※総集編
- ハイモザ 抜き挿しFUCK4時間（9月13日、MOODYZ）※総集編
- 東京デートスポット 可愛い素人娘と巡るエロエロデートコース（9月25日 TMクリエイト）他出演：永瀬あき、琴野まゆか、長谷川なあみ、日高ゆりあ、野原りんご
- 憧れの生・黒タイツスペシャル!! 3（10月25日、TMクリエイト）
- 女教師4時間（11月13日、MOODYZ）※総集編
- MOB真正中出しスペシャル5&お蔵だし!ワケあり未公開映像集（12月22日、モブスターズ）※総集編

2014年
- 爆イキ 4（9月5日、映天）